# Marcus Street
Marcus Street (Exeter, Inglaterra, 6 de febrero de 1999) es un jugador profesional inglés de rugby que se desempeña en la posición de pilar derecho en Saracens, equipo perteneciente a la Premiership Rugby.

## Carrera
En 2016 comenzó su carrera deportiva con el equipo Exeter Chiefs, donde lleva jugando ocho temporadas. También fue parte de la selección inglesa sub-20 (2017-2019).
Para la temporada 2025-26 fichó por el Saracens, también de la Premiership Rugby.